# Aldo Pellegrini

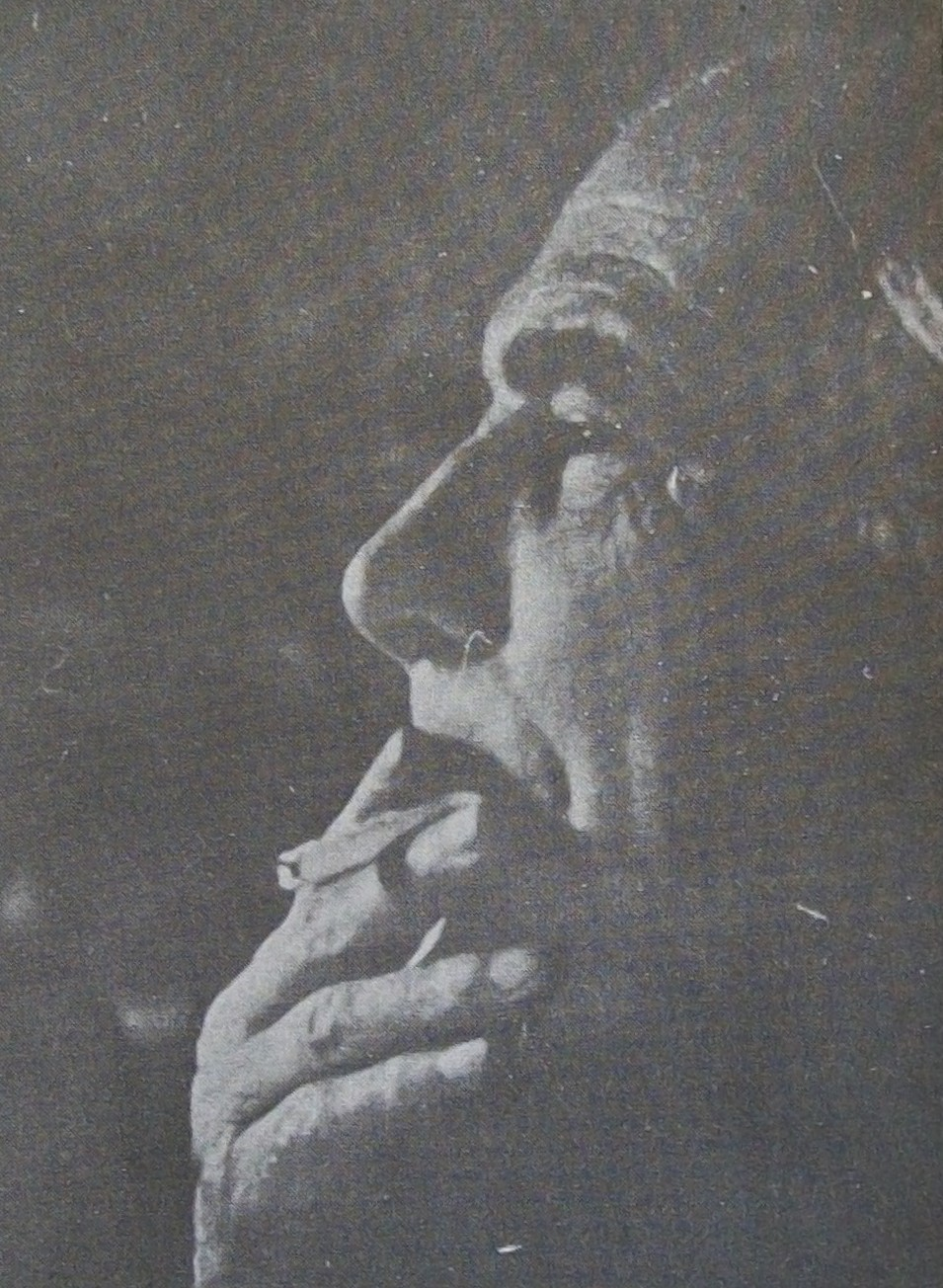
Aldo Pellegrini

Aldo Pellegrini (Rosario, 1903 – 1973) foi um poeta, ensaísta e crítico de arte argentino.
Dois anos depois da publicação do Primeiro Manifesto Surrealista de André Breton em 1924, Pellegrini fundou em Buenos Aires junto a Marino Cassano, Elías Piterbarg e David Sussman o primeiro grupo surrealista da Argentina e da América do Sul, que dá origem à publicação de dois números da revista Que em 1928.
Também foi fecunda sua parceria com Enrique Molina.
Pellegrini participou da criação e edição das revistas Ciclo, Letra y Línea e A partir de cero. Sua importante obra poética foi reunida em 1952 em um único livro com o título La valija de fuego, republicada pela Editorial Argonauta em 2001.
No terreno das artes plásticas desenvolveu um trabalho destacado como teórico e crítico, divulgando os primeiros artistas abstratos da Argentina e publicando incontáveis artigos em revistas especializadas. Em 1967 organizou no Instituto Di Tella a importante mostra Surrealismo na Argentina.
Junto ao brasileiro Mario Pedrosa e outros intelectuais participou do nascimento do projeto Museo de la Solidaridad Salvador Allende.

## Obras

### Poesia
- (1949). El muro secreto. Buenos Aires: Argonauta.
- (1952). La valija de fuego. Buenos Aires: Américalee.
- (1957). Construcción de la destrucción. Buenos Aires: A Partir de Cero.
- (1966). Distribución del silencio. Buenos Aires: Argonauta.
- (2001). La valija de fuego (poesía completa). Buenos Aires: Argonauta.

### Teatro
- (1964). Teatro de la inestable realidad. Buenos Aires: El Carro de Tespis.

### Ensaio
- (1965). Para contribuir a la confusión general. Buenos Aires: Nueva Visión.

### Pintura
- (1956) Artistas abstractos argentinos. París/Buenos Aires: Cercle d'art.
- (1967) Panorama de la pintura argentina contemporánea. Buenos Aires: Paidós.
- (1967) Nuevas tendencias en la pintura. Buenos Aires: Muchnik.